# (371) Bohemia
(371) Bohemia est un astéroïde de la ceinture principale découvert par Auguste Charlois le 16 juillet 1893.